# Phuduhudu, Kgalagadi
För en ort i nordvästra Botswana, se Phuduhudu, Ngamiland.
Phuduhudu är en ort (village) i distriktet Kgalagadi i sydvästra Botswana. 